# Campeonato Nacional de Argelia 2024-25
El Campeonato Nacional de Argelia 2024-25 fue la 61.° de la Championnat National de Première Division, la máxima categoría del fútbol profesional de Argelia. La temporada comenzó el 21 de septiembre de 2024 y terminó el 21 de junio de 2025.

## Equipos participantes

### Ascensos y descensos
Al término de la temporada 2023-24, descendieron ES Ben Aknoun y US Souf; y ascendieron Olympique Akbou y ES Mostaganem tras convertirse en los dos campeones de grupo de la Ligue 2.
| Pos. | Descendidos del Campeonato Nacional 2023-24 |
| ---- | ------------------------------------------- |
| 15.º | ES Ben Aknoun                               |
| 16.º | US Souf                                     |

| Pos.             | Ascendidos de la Ligue 2 2023-24 |
| ---------------- | -------------------------------- |
| 1.º Centro-Este  | Olympique Akbou                  |
| 1.º Centro-Oeste | ES Mostaganem                    |

### Información sobre los equipos participantes
| Equipo          | Ciudad      | Estadio                        | Capacidad |
| --------------- | ----------- | ------------------------------ | --------- |
| ASO Chlef       | Chlef       | Stade Mohamed-Boumezrag        | 18 000    |
| CR Belouizdad   | Argel       | Estadio 5 de julio de 1962     | 64 000    |
| CS Constantine  | Constantina | Estadio Chahid Hamlaoui        | 22 968    |
| ES Mostaganem   | Mostaganem  | Estadio Mohamed Bensaïd        | 18 000    |
| ES Sétif        | Sétif       | Estadio 8 de Mayo de 1945      | 25 000    |
| JS Kabylie      | Tizi Ouzou  | Estadio Hocine-Aït-Ahmed       | 50 766    |
| JS Saoura       | Béchar      | Estadio 20 de Agosto de 1955   | 20 000    |
| MC Alger        | Argel       | Stade Ali la Pointe            | 40 000    |
| MC El Bayadh    | El Bayadh   | Estadio Zakaria Medjdoub       | 15 000    |
| MC Oran         | Orán        | Estadio Miloud Hadefi          | 40 143    |
| NC Magra        | Magra       | Estadio Hermanos Boucheligue   | 8000      |
| Olympique Akbou | Akbou       | Estadio de la Unidad Magrebine | 17 500    |
| Paradou AC      | Argel       | Estadio 5 de julio de 1962     | 64 000    |
| US Biskra       | Biskra      | Estadio 18 de febrero          | 24 000    |
| USM Alger       | Argel       | Estadio 5 de julio de 1962     | 64 000    |
| USM Khenchela   | Jenchela    | Estadio Amar Hamam             | 8000      |

## Desarrollo

### Clasificación
| Pos. | Equipo          | Pts. | PJ | G  | E  | P  | GF | GC | Dif. | Clasificación o descenso 2025-26 |
| ---- | --------------- | ---- | -- | -- | -- | -- | -- | -- | ---- | -------------------------------- |
| 1    | MC Alger (C)    | 58   | 30 | 15 | 13 | 2  | 40 | 20 | +20  | Liga de Campeones de la CAF      |
| 2    | JS Kabylie      | 56   | 30 | 16 | 8  | 6  | 42 | 27 | +15  | Liga de Campeones de la CAF      |
| 3    | CR Belouizdad   | 55   | 30 | 15 | 10 | 5  | 44 | 21 | +23  | Copa Confederación de la CAF     |
| 4    | JS Saoura       | 43   | 30 | 12 | 7  | 11 | 34 | 36 | −2   |                                  |
| 5    | Paradou AC      | 41   | 30 | 11 | 8  | 11 | 40 | 38 | +2   |                                  |
| 6    | ES Sétif        | 41   | 30 | 11 | 8  | 11 | 21 | 24 | −3   |                                  |
| 7    | USM Alger       | 40   | 30 | 10 | 10 | 10 | 26 | 26 | 0    | Copa Confederación de la CAF     |
| 8    | MC Oran         | 40   | 30 | 12 | 4  | 14 | 32 | 33 | −1   |                                  |
| 9    | USM Khenchela   | 40   | 30 | 11 | 7  | 12 | 28 | 38 | −10  |                                  |
| 10   | CS Constantine  | 39   | 30 | 9  | 12 | 9  | 31 | 31 | 0    |                                  |
| 11   | Olympique Akbou | 37   | 30 | 9  | 10 | 11 | 24 | 23 | +1   |                                  |
| 12   | MC El Bayadh    | 36   | 30 | 9  | 9  | 12 | 23 | 26 | −3   |                                  |
| 13   | ASO Chlef       | 34   | 30 | 7  | 13 | 10 | 24 | 27 | −3   |                                  |
| 14   | ES Mostaganem   | 34   | 30 | 8  | 10 | 12 | 23 | 31 | −8   |                                  |
| 15   | NC Magra (D)    | 31   | 30 | 7  | 10 | 13 | 23 | 35 | −12  | Descenso a Ligue 2               |
| 16   | US Biskra (D)   | 20   | 30 | 3  | 11 | 16 | 12 | 31 | −19  | Descenso a Ligue 2               |

Actualizado a los partidos jugados el 21 de junio de 2025.
 Fuente: BeSoccer
Criterios de clasificación: Puntos · Enfrentamientos directos · Diferencia de goles · Goles a favor · Puntos fair-play · Play-off.
Notas:
1. ↑  El USM Alger se clasificó a la Copa Confederación de la CAF a través de su participación en la Copa de Argelia, ya que el otro finalista de ese torneo, CR Belouizdad, había conseguido una plaza en la misma competición continental mediante su desempeño en el Campeonato Nacional.

### Resultados
| Local \ Visitante | ASO | CRB | CSC | ESM | ESS | JSK | JSS | MCA | MCB | MCO | NCM | OAK | PAC | USB | USA | USK |
| ----------------- | --- | --- | --- | --- | --- | --- | --- | --- | --- | --- | --- | --- | --- | --- | --- | --- |
| ASO Chlef         | —   | 1–1 | 0–0 | 2–0 | 0–1 | 1–0 | 1–2 | 0–0 | 2–0 | 1–0 | 2–2 | 0–0 | 2–0 | 1–1 | 0–0 | 1–1 |
| CR Belouizdad     | 2–0 | —   | 0–2 | 3–2 | 0–0 | 1–1 | 3–0 | 1–1 | 2–3 | 2–0 | 4–0 | 1–0 | 2–1 | 2–0 | 1–1 | 3–0 |
| CS Constantine    | 2–2 | 0–2 | —   | 0–0 | 2–1 | 1–1 | 2–2 | 0–0 | 0–1 | 2–2 | 0–0 | 2–1 | 2–1 | 3–0 | 1–0 | 2–1 |
| ES Mostaganem     | 1–0 | 0–2 | 0–0 | —   | 1–0 | 0–0 | 1–1 | 1–1 | 0–0 | 2–1 | 2–1 | 1–1 | 0–2 | 1–0 | 0–1 | 2–0 |
| ES Sétif          | 1–0 | 1–0 | 0–1 | 1–0 | —   | 2–2 | 1–0 | 0–0 | 1–0 | 1–0 | 0–0 | 1–0 | 1–2 | 1–0 | 1–1 | 0–1 |
| JS Kabylie        | 1–0 | 3–2 | 2–3 | 2–1 | 2–0 | —   | 1–2 | 1–2 | 3–0 | 2–1 | 2–1 | 2–1 | 2–1 | 0–0 | 0–0 | 1–0 |
| JS Saoura         | 1–1 | 1–3 | 2–0 | 0–0 | 3–2 | 1–1 | —   | 0–0 | 1–0 | 2–0 | 1–0 | 2–1 | 3–2 | 2–0 | 2–1 | 1–1 |
| MC Alger          | 0–0 | 1–3 | 2–1 | 5–2 | 4–1 | 3–2 | 2–0 | —   | 0–0 | 1–0 | 0–0 | 0–0 | 1–1 | 0–0 | 1–0 | 2–2 |
| MC El Bayadh      | 2–1 | 0–0 | 1–1 | 1–1 | 1–0 | 1–2 | 1–0 | 0–1 | —   | 1–0 | 4–0 | 0–1 | 1–1 | 0–1 | 2–1 | 1–2 |
| MC Oran           | 0–0 | 1–2 | 1–0 | 1–0 | 1–0 | 2–0 | 2–0 | 0–2 | 3–2 | —   | 2–1 | 1–0 | 2–0 | 1–0 | 4–0 | 0–0 |
| NC Magra          | 2–0 | 1–0 | 2–1 | 1–0 | 0–0 | 1–3 | 2–0 | 1–2 | 0–0 | 2–1 | —   | 1–1 | 1–1 | 2–2 | 0–0 | 2–0 |
| Olympique Akbou   | 0–0 | 0–0 | 0–0 | 1–2 | 0–1 | 0–0 | 2–1 | 1–0 | 0–1 | 3–1 | 1–0 | —   | 1–2 | 2–0 | 0–0 | 2–1 |
| Paradou AC        | 2–0 | 1–2 | 2–0 | 1–3 | 0–0 | 0–3 | 2–0 | 1–3 | 0–0 | 2–2 | 2–0 | 1–3 | —   | 2–1 | 3–1 | 4–0 |
| US Biskra         | 1–2 | 0–0 | 1–1 | 0–0 | 0–0 | 0–1 | 2–1 | 0–1 | 0–0 | 0–2 | 1–0 | 0–1 | 0–1 | —   | 0–0 | 1–2 |
| USM Alger         | 1–2 | 0–0 | 2–1 | 1–0 | 1–0 | 0–1 | 2–0 | 0–3 | 1–0 | 3–0 | 2–0 | 1–1 | 1–1 | 2–1 | —   | 3–0 |
| USM Khenchela     | 3–2 | 0–0 | 1–0 | 2–0 | 2–3 | 0–1 | 1–3 | 0–1 | 1–0 | 2–1 | 1–0 | 1–0 | 2–2 | 0–0 | 1–0 | —   |

## Goleadores
- Actualizado el 21 de junio de 2025.[3]

| Pos. | Goleador         | Equipo        | Goles |
| ---- | ---------------- | ------------- | ----- |
| 1    | Adil Boulbina    | Paradou AC    | 20    |
| 2    | Aimen Mahious    | CR Belouizdad | 14    |
| 3    | Yawo Agbagno     | ASO Chlef     | 10    |
| 4    | Hamid Djaouchi   | USM Khenchela | 9     |
| 5    | Redounae Berkane | JS Kabylie    | 8     |